# 各国の軍隊の一覧
各国の軍隊の一覧（かっこくのぐんたいのいちらん）は、現在における各国の軍隊を一覧にしたものである。
ただし、内戦などで正規軍が事実上分裂あるいは存在しない場合や、軍そのものを保有しない国家もある。
注意
- 歴史上存在したが消滅した軍隊については、「歴史上の軍隊の一覧」を参照。
- 正規軍以外の武装組織は「武装勢力の一覧」を参照。
- 日本は日本国憲法上では軍隊を持たないとされているが、この記事では自衛隊を軍として扱う

## アジア

### 東アジア
- 中国 - 中国人民解放軍
- 北朝鮮 - 朝鮮人民軍
- 韓国 - 大韓民国国軍
- 日本 - 自衛隊[注 1]
  - 陸上自衛隊
  - 海上自衛隊
  - 航空自衛隊
- モンゴル - モンゴル国軍

### 東南アジア
- インドネシア - インドネシア国軍
- カンボジア - カンボジア王国軍
- シンガポール - シンガポール軍
- タイ - タイ王国軍
- 東ティモール - 東ティモール国防軍
- フィリピン - フィリピン軍
- ブルネイ - ブルネイ王国軍
- ベトナム - ベトナム人民軍
- マレーシア - マレーシア軍
- ミャンマー - ミャンマー軍
- ラオス - ラオス人民軍

### 南アジア
- インド - インド軍
- スリランカ - スリランカ軍
- ネパール - ネパール軍
- パキスタン - パキスタン軍
- バングラデシュ - バングラデシュ軍
- ブータン - ブータン王国軍
- モルディブ - モルディブ国防軍

### 中央アジア
- ウズベキスタン - ウズベキスタン軍
- カザフスタン - カザフスタン共和国軍
- キルギス - キルギス共和国軍
- タジキスタン - タジキスタン軍
- トルクメニスタン - トルクメニスタン軍

### 西アジア
- アゼルバイジャン - アゼルバイジャン軍
- アフガニスタン - アフガニスタン国軍
- アラブ首長国連邦 - アラブ首長国連邦軍
- アルメニア - アルメニア共和国軍
- イエメン - イエメン軍
- イスラエル - イスラエル国防軍
- イラク - イラク治安部隊
- イラン - イラン・イスラム共和国軍、イスラム革命防衛隊
- オマーン - オマーン軍
- カタール - カタール軍
- キプロス - キプロス国家守備隊
- クウェート - クウェート軍
- ジョージア - ジョージア軍
- サウジアラビア - サウジアラビア軍
- シリア - シリア軍
- トルコ - トルコ軍
- バーレーン - バーレーン国防軍
- ヨルダン - ヨルダン軍
- レバノン - レバノン軍

### その他アジア
- パレスチナ - パレスチナ国家保安隊
- アブハジア - アブハジア共和国軍
- 北キプロス - 北キプロス・トルコ共和国警備隊
- 台湾 - 中華民国国軍
- 南オセチア - 南オセチア共和国軍

## アフリカ

### 北アフリカ
- アルジェリア - アルジェリア軍
- エジプト - エジプト軍
- チュニジア - チュニジア軍
- モロッコ - モロッコ軍
- リビア - リビア軍

### 西アフリカ
- ガーナ - ガーナ軍
- カーボベルデ - カーボベルデ軍
- ガンビア - ガンビア軍
- ギニア - ギニア軍
- ギニアビサウ - ギニアビサウ軍
- コートジボワール - コートジボワール軍
- シエラレオネ - シエラレオネの軍事
- セネガル - セネガル軍
- トーゴ - トーゴ軍
- ナイジェリア - ナイジェリア軍
- ニジェール - ニジェール軍
- ブルキナファソ - ブルキナファソ軍
- ベナン - ベナン軍
- マリ - マリ軍
- モーリタニア - モーリタニア軍
- リベリア - リベリア軍

### 東アフリカ
- ウガンダ - ウガンダ軍
- エチオピア - エチオピア国防軍
- エリトリア - エリトリア国防軍
- ケニア - ケニア国防軍
- コモロ - コモロ軍
- ジブチ - ジブチ軍
- スーダン - スーダン軍
- セーシェル - セーシェル軍
- ソマリア - ソマリアの軍事
- マダガスカル - マダガスカル軍
- 南スーダン - スーダン人民解放軍
- モーリシャス - モーリシャス警察隊

### 中部アフリカ
- ガボン - ガボン軍
- カメルーン - カメルーン軍
- コンゴ共和国 - コンゴ共和国軍
- コンゴ民主共和国 - コンゴ民主共和国軍
- サントメ・プリンシペ - サントメ・プリンシペ軍
- 赤道ギニア - 赤道ギニア軍
- チャド - チャド軍
- 中央アフリカ - 中央アフリカ軍
- ブルンジ - ブルンジの軍事
- ルワンダ - ルワンダ軍

### 南部アフリカ
- アンゴラ - アンゴラ共和国軍
- ザンビア - ザンビア軍
- ジンバブエ - ジンバブエ軍
- エスワティニ - スワジランドの軍事
- タンザニア - タンザニア軍
- ナミビア - ナミビア軍
- ボツワナ - ボツワナ国防軍
- マラウイ - マラウイ国防軍
- 南アフリカ共和国 - 南アフリカ国防軍
- モザンビーク - モザンビーク国防軍
- レソト - レソトの軍事

### その他アフリカ
- ソマリランド
- 西サハラ

## アメリカ

### 北アメリカ
- アメリカ合衆国 - アメリカ軍
- カナダ - カナダ軍

### 中央アメリカ
- エルサルバドル - エルサルバドル軍
- グアテマラ - グアテマラ軍
- コスタリカ - コスタリカの軍事
- ニカラグア - ニカラグア軍
- パナマ - パナマの軍事
- ベリーズ - ベリーズの軍事
- ホンジュラス - ホンジュラス軍
- メキシコ - メキシコ軍

### 西インド諸島
- アンティグア・バーブーダ - アンティグア・バーブーダ国防軍
- キューバ - キューバ革命軍
- グレナダ - グレナダの軍事
- ジャマイカ - ジャマイカ国防軍
- セントクリストファー・ネイビス - セントクリストファー・ネイビス国防軍
- セントビンセント・グレナディーン - セントビンセント・グレナディーンの軍事
- セントルシア - セントルシアの軍事
- ドミニカ共和国 - ドミニカ共和国軍
- トリニダード・トバゴ - トリニダード・トバゴの軍事
- ハイチ - ハイチの軍事
- バハマ - バハマの軍事
- バルバドス - バルバドスの軍事

### 南アメリカ
- アルゼンチン - アルゼンチン軍
- ウルグアイ - ウルグアイ軍
- エクアドル - エクアドル軍
- ガイアナ - ガイアナ国防軍
- コロンビア - コロンビア軍
- スリナム - スリナム国軍
- チリ - チリ軍
- パラグアイ - パラグアイ軍
- ブラジル - ブラジル軍
- ベネズエラ - ベネズエラ軍
- ペルー - ペルー軍
- ボリビア - ボリビア軍

## オセアニア

### 大陸部
- オーストラリア - オーストラリア国防軍

### ポリネシア
- キリバス - キリバスの軍事
- サモア - サモアの軍事
- ツバル - ツバルの軍事
- トンガ - トンガ王国軍
- ニュージーランド - ニュージーランド軍

### ミクロネシア
- ナウル - ナウルの軍事
- パラオ - パラオの軍事
- マーシャル諸島 - マーシャル諸島の軍事
- ミクロネシア連邦 - ミクロネシア連邦の軍事

### メラネシア
- ソロモン諸島 - ソロモン諸島の軍事
- バヌアツ - バヌアツの軍事
- パプアニューギニア - パプアニューギニア軍
- フィジー - フィジー共和国軍

## ヨーロッパ

### 西ヨーロッパ
- アイルランド - アイルランド国防軍
- アンドラ - アンドラの軍事
- イギリス - イギリス軍
- オランダ - オランダ軍
- フランス - フランス軍
- ベルギー - ベルギー軍
- リヒテンシュタイン - リヒテンシュタインの軍事
- ルクセンブルク - ルクセンブルクの軍事

### 東ヨーロッパ
- アルバニア - アルバニア軍
- ウクライナ - ウクライナ軍
- コソボ - コソボ治安軍
- クロアチア - クロアチア共和国軍
- スロベニア - スロベニア軍
- セルビア - セルビア軍
- ブルガリア - ブルガリア軍
- ベラルーシ - ベラルーシ共和国軍
- ボスニア・ヘルツェゴビナ - ボスニア・ヘルツェゴビナ軍
- 北マケドニア - マケドニア共和国軍
- モルドバ - モルドバ軍
- モンテネグロ - モンテネグロ軍
- ルーマニア - ルーマニア軍
- ロシア - ロシア連邦軍

### 中央ヨーロッパ
- オーストリア - オーストリア軍
- スイス - スイス軍
- スロバキア - スロバキア共和国軍
- チェコ - チェコ共和国軍
- ドイツ - ドイツ連邦軍
- ハンガリー - ハンガリー国防軍
- ポーランド - ポーランド軍

### 南ヨーロッパ
- イタリア - イタリア軍
- キプロス - キプロス国家守備隊
- ギリシャ - ギリシャ軍
- サンマリノ - サンマリノの軍事
- スペイン - スペイン軍
- ポルトガル - ポルトガル軍
- マルタ - マルタの軍事
- モナコ - モナコの軍事

### 北欧諸国
- アイスランド - アイスランドの軍事
- スウェーデン - スウェーデン軍
- デンマーク - デンマーク国防軍
- ノルウェー - ノルウェー軍
- フィンランド - フィンランド国防軍

### バルト三国
- エストニア - エストニア国防軍
- ラトビア - ラトビア国軍
- リトアニア - リトアニア軍

### その他ヨーロッパ
- 沿ドニエストル共和国 - 沿ドニエストル共和国軍